# Terminale (film)
Pour plus de détails, voir Fiche technique et Distribution.
Terminale est un film français réalisé par Francis Girod et sorti en 1998.

## Synopsis
Sarah, Caroline, Thomas, François, Claire, Nicolas et Jérôme se préparent pour le bac dans un lycée de Paris. Un jour, Terrien, le professeur de philosophie, tourmente Caroline qui se suicide en se jetant par la fenêtre. Ses amis enquêtant sur Terrien, découvrent qu'il avait couché avec Caroline et l'avait rejetée, et qu'en plus, il est un militant d'extrême droite, défendant le négationnisme. Les jeunes étudiants décident de préparer leur vengeance.

## Fiche technique
Source : IMDb, sauf mention contraire
- Titre : Terminale
- Réalisation  : Francis Girod
- Scénariste : Gérard Miller et Francis Girod
- Production : Humbert Balsan
- Musique : Laurent Petitgirard
- Photographie : Thierry Jault
- Montage : Isabelle Dedieu
- Distribution des rôles : Marc Bellini	et Marinca Villanova
- Création des décors : Jacques Bufnoir
- Décorateur de plateau : Sandrine Mauvezin
- Création des costumes : Nathalie Raoul
- Sociétés de production : Ad'Hoc Productions et Ognon Pictures
- Société de distribution :  Pyramide Distribution
- Format : couleur - Son Dolby SR
- Pays de production :  France
- Genre : drame
- Durée : 1 h 40
- Date de sortie : France : 27 mai 1998

## Distribution
- Bruno Wolkowitch :  Terrien
- Jean-Michel Dupuis :  Mayard
- Adrienne Pauly:  Sarah
- Éléonore Gosset :  Caroline
- Anna Mouglalis :  Claire
- Loïc Corbery :  François
- Mathieu Crépeau :  Thomas
- Alexandre Chacon :  Nicolas
- David Geselson :  Jérôme
- Régis Santon :  Delanoé
- Jean-Pierre Miquel :  Le proviseur